# 東加茂駅
東加茂駅（ひがしかもえき）は、新潟県加茂市にあった蒲原鉄道（蒲原鉄道線）の駅。

## 歴史
- 1930年（昭和5年）
  - 7月22日：当駅 - 村松間 (15.2 km) 延伸開業と同時に開業。
  - 10月20日：加茂 - 当駅間延伸開業。
- 1985年（昭和60年）4月1日：加茂 - 村松間の廃線により廃駅となる。

## 駅構造
島式ホーム1面2線と貨物用線路1線を有する地上駅。こぢんまりしながらも立派な駅舎を有する有人駅であった。当駅には列車交換が行える設備を有していたが、終着駅時代のシステムをそのまま続けたため、運用はされなかった。

## 跡地
廃線後、駅舎はしばらくの間、蒲原鉄道の旅行部門の営業所として使われていたが、老朽化等のため加茂市中心部へ移転し、駅舎は撤去。跡地は市道整備に充当された。

## 隣の駅
蒲原鉄道
蒲原鉄道線
陣ヶ峰駅 - 東加茂駅 - 駒岡駅